# Libythea werneri
Libythea werneri är en fjärilsart som beskrevs av Hans Fruhstorfer. Libythea werneri ingår i släktet Libythea och familjen praktfjärilar. Inga underarter finns listade i Catalogue of Life.